# Sýrohlodka drobná
Sýrohlodka drobná (Piophila casei; Linnaeus, 1758) je asi 4 mm dlouhá moucha z čeledi sýrohlodkovitých, jejíž larvy dosahující délky 8 mm napadají potraviny (maso, sýry).
Na Sardinii je záměrné napadení larvami používáno pro výrobu místního speciálního sýra casu marzu.